# UCI WorldTeam
Cet article concerne les WorldTeams masculines. Pour les WorldTeams féminines, voir UCI Women's WorldTeam.
Une UCI WorldTeam est une équipe cycliste masculine de première division selon l'Union cycliste internationale. Cette dénomination a été créée à partir de la saison 2015 et remplace le terme utilisé de 2005 à 2014 qui était UCI ProTeam. Ce dernier succédait également à la dénomination Groupe Sportif I.
Les UCI ProTeams, anciennement équipes continentales professionnelles, constituent la deuxième division et les équipes continentales la troisième. Les UCI WorldTeams ont l'obligation de participer aux courses de l'UCI World Tour. Elles ont également la possibilité de participer aux courses UCI ProSeries dans la limite de 70 % des équipes participantes et aux courses des circuits continentaux de cyclisme de classe 1 dans la limite de 50 % des équipes participantes. Elles ne peuvent pas participer aux courses de classe 2.

## Évolution
Ci-dessous l'évolution des divisions des équipes du cyclisme sur route international masculin.
| Années      | Première division | Deuxième division                   | Troisième division  |
| ----------- | ----------------- | ----------------------------------- | ------------------- |
| Avant 2005  | Groupe Sportif I  | Groupe Sportif II                   | Groupe Sportif III  |
| 2005-2014   | UCI ProTeam       | équipe continentale professionnelle | équipe continentale |
| 2015-2019   | UCI WorldTeam     | équipe continentale professionnelle | équipe continentale |
| Depuis 2020 | UCI WorldTeam     | UCI ProTeam                         | équipe continentale |

## Liste des équipes
| UCI ProTeams en 2005           | UCI ProTeams en 2005 | UCI ProTeams en 2005 |
| Nom de l'équipe                | Pays                 | Code                 |
| ------------------------------ | -------------------- | -------------------- |
| Bouygues Telecom               | France               | BTL                  |
| Cofidis                        | France               | COF                  |
| Crédit agricole                | France               | C.A                  |
| CSC                            | Danemark             | CSC                  |
| Davitamon-Lotto                | Belgique             | DVL                  |
| Discovery Channel              | États-Unis           | DSC                  |
| Domina Vacanze-De Nardi        | Italie               | DOM                  |
| Euskaltel-Euskadi              | Espagne              | EUS                  |
| Fassa Bortolo                  | Italie               | FAS                  |
| Gerolsteiner                   | Allemagne            | GST                  |
| Illes Balears-Caisse d'Épargne | Espagne              | IBA                  |
| La Française des jeux          | France               | FDJ                  |
| Lampre-Caffita                 | Italie               | LAM                  |
| Liberty Seguros-Würth          | Espagne              | LSW                  |
| Liquigas-Bianchi               | Italie               | LIQ                  |
| Phonak                         | Suisse               | PHO                  |
| Quick Step-Innergetic          | Belgique             | QST                  |
| Rabobank                       | Pays-Bas             | RAB                  |
| Saunier Duval-Prodir           | Espagne              | SDV                  |
| T-Mobile                       | Allemagne            | TMO                  |

| UCI ProTeams en 2006           | UCI ProTeams en 2006 | UCI ProTeams en 2006 |
| Nom de l'équipe                | Pays                 | Code                 |
| ------------------------------ | -------------------- | -------------------- |
| AG2R Prévoyance                | France               | A2R                  |
| Astana                         | Espagne              | AWT                  |
| Bouygues Telecom               | France               | BTL                  |
| Caisse d'Épargne-Illes Balears | Espagne              | CEI                  |
| Cofidis                        | France               | COF                  |
| Crédit agricole                | France               | C.A                  |
| CSC                            | Danemark             | CSC                  |
| Davitamon-Lotto                | Belgique             | DVL                  |
| Discovery Channel              | États-Unis           | DSC                  |
| Euskaltel-Euskadi              | Espagne              | EUS                  |
| Gerolsteiner                   | Allemagne            | GST                  |
| La Française des jeux          | France               | FDJ                  |
| Lampre-Fondital                | Italie               | LAM                  |
| Liquigas                       | Italie               | LIQ                  |
| Milram                         | Italie               | MRM                  |
| Phonak                         | Suisse               | PHO                  |
| Quick Step-Innergetic          | Belgique             | QSI                  |
| Rabobank                       | Pays-Bas             | RAB                  |
| Saunier Duval-Prodir           | Espagne              | SDV                  |
| T-Mobile                       | Allemagne            | TMO                  |

| UCI ProTeams en 2007  | UCI ProTeams en 2007 | UCI ProTeams en 2007 |
| Nom de l'équipe       | Pays                 | Code                 |
| --------------------- | -------------------- | -------------------- |
| AG2R Prévoyance       | France               | A2R                  |
| Astana                | Kazakhstan           | AST                  |
| Bouygues Telecom      | France               | BTL                  |
| Caisse d'Épargne      | Espagne              | GCE                  |
| Cofidis               | France               | COF                  |
| Crédit agricole       | France               | C.A                  |
| CSC                   | Danemark             | CSC                  |
| Discovery Channel     | États-Unis           | DSC                  |
| Euskaltel-Euskadi     | Espagne              | EUS                  |
| Gerolsteiner          | Allemagne            | GST                  |
| La Française des jeux | France               | FDJ                  |
| Lampre-Fondital       | Italie               | LAM                  |
| Liquigas              | Italie               | LIQ                  |
| Milram                | Italie               | MRM                  |
| Predictor-Lotto       | Belgique             | PRL                  |
| Quick Step-Innergetic | Belgique             | QSI                  |
| Rabobank              | Pays-Bas             | RAB                  |
| Saunier Duval-Prodir  | Espagne              | SDV                  |
| T-Mobile              | Allemagne            | TMO                  |
| Unibet.com            | Pays-Bas             | UNI                  |

| UCI ProTeams en 2008  | UCI ProTeams en 2008 | UCI ProTeams en 2008 |
| Nom de l'équipe       | Pays                 | Code                 |
| --------------------- | -------------------- | -------------------- |
| AG2R La Mondiale      | France               | ALM                  |
| Astana                | Kazakhstan           | AST                  |
| Bouygues Telecom      | France               | BTL                  |
| Caisse d'Épargne      | Espagne              | GCE                  |
| Cofidis               | France               | COF                  |
| Columbia              | États-Unis           | THR                  |
| Crédit agricole       | France               | C.A                  |
| CSC Saxo Bank         | Danemark             | CSC                  |
| Euskaltel-Euskadi     | Espagne              | EUS                  |
| Gerolsteiner          | Allemagne            | GST                  |
| La Française des jeux | France               | FDJ                  |
| Lampre                | Italie               | LAM                  |
| Liquigas              | Italie               | LIQ                  |
| Milram                | Allemagne            | MRM                  |
| Quick Step            | Belgique             | QST                  |
| Rabobank              | Pays-Bas             | RAB                  |
| Scott-American Beef   | Espagne              | SDV                  |
| Silence-Lotto         | Belgique             | SIL                  |

| UCI ProTeams en 2009  | UCI ProTeams en 2009 | UCI ProTeams en 2009 |
| Nom de l'équipe       | Pays                 | Code                 |
| --------------------- | -------------------- | -------------------- |
| AG2R La Mondiale      | France               | ALM                  |
| Astana                | Kazakhstan           | AST                  |
| BBox Bouygues Telecom | France               | BBO                  |
| Caisse d'Épargne      | Espagne              | GCE                  |
| Cofidis               | France               | COF                  |
| Columbia-HTC          | États-Unis           | THR                  |
| Euskaltel-Euskadi     | Espagne              | EUS                  |
| Fuji-Servetto         | Espagne              | FUJ                  |
| Garmin-Slipstream     | États-Unis           | GRM                  |
| Katusha               | Russie               | KAT                  |
| La Française des jeux | France               | FDJ                  |
| Lampre-NGC            | Italie               | LAM                  |
| Liquigas              | Italie               | LIQ                  |
| Milram                | Allemagne            | MRM                  |
| Quick Step            | Belgique             | QST                  |
| Rabobank              | Pays-Bas             | RAB                  |
| Saxo Bank             | Danemark             | SAX                  |
| Silence-Lotto         | Belgique             | SIL                  |

| UCI ProTeams en 2010 | UCI ProTeams en 2010 | UCI ProTeams en 2010 |
| Nom de l'équipe      | Pays                 | Code                 |
| -------------------- | -------------------- | -------------------- |
| AG2R La Mondiale     | France               | ALM                  |
| Astana               | Kazakhstan           | AST                  |
| Caisse d'Épargne     | Espagne              | GCE                  |
| Euskaltel-Euskadi    | Espagne              | EUS                  |
| FDJ                  | France               | FDJ                  |
| Footon-Servetto      | Espagne              | FOT                  |
| Garmin-Transitions   | États-Unis           | GRM                  |
| HTC-Columbia         | États-Unis           | THR                  |
| Katusha              | Russie               | KAT                  |
| Lampre-Farnese Vini  | Italie               | LAM                  |
| Liquigas-Doimo       | Italie               | LIQ                  |
| Milram               | Allemagne            | MRM                  |
| Omega Pharma-Lotto   | Belgique             | OLO                  |
| Quick Step           | Belgique             | QST                  |
| Rabobank             | Pays-Bas             | RAB                  |
| RadioShack           | États-Unis           | RSH                  |
| Saxo Bank            | Danemark             | SAX                  |
| Sky                  | Royaume-Uni          | SKY                  |

| UCI ProTeams en 2011 | UCI ProTeams en 2011 | UCI ProTeams en 2011 |
| Nom de l'équipe      | Pays                 | Code                 |
| -------------------- | -------------------- | -------------------- |
| AG2R La Mondiale     | France               | ALM                  |
| Astana               | Kazakhstan           | AST                  |
| BMC Racing           | États-Unis           | BMC                  |
| Euskaltel-Euskadi    | Espagne              | EUS                  |
| Garmin-Cervélo       | États-Unis           | GRM                  |
| HTC-Highroad         | États-Unis           | THR                  |
| Katusha              | Russie               | KAT                  |
| Lampre-ISD           | Italie               | LAM                  |
| Leopard-Trek         | Luxembourg           | LEO                  |
| Liquigas-Cannondale  | Italie               | LIQ                  |
| Movistar             | Espagne              | MOV                  |
| Omega Pharma-Lotto   | Belgique             | OLO                  |
| Quick Step           | Belgique             | QST                  |
| Rabobank             | Pays-Bas             | RAB                  |
| RadioShack           | États-Unis           | RSH                  |
| Saxo Bank-Sungard    | Danemark             | SBS                  |
| Sky                  | Royaume-Uni          | SKY                  |
| Vacansoleil-DCM      | Pays-Bas             | VCD                  |

| UCI ProTeams en 2012    | UCI ProTeams en 2012 | UCI ProTeams en 2012 |
| Nom de l'équipe         | Pays                 | Code                 |
| ----------------------- | -------------------- | -------------------- |
| AG2R La Mondiale        | France               | ALM                  |
| Astana                  | Kazakhstan           | AST                  |
| BMC Racing              | États-Unis           | BMC                  |
| Euskaltel-Euskadi       | Espagne              | EUS                  |
| FDJ-BigMat              | France               | FDJ                  |
| Garmin-Sharp            | États-Unis           | GRS                  |
| Katusha                 | Russie               | KAT                  |
| Lampre-ISD              | Italie               | LAM                  |
| Liquigas-Cannondale     | Italie               | LIQ                  |
| Lotto-Belisol           | Belgique             | LTB                  |
| Movistar                | Espagne              | MOV                  |
| Omega Pharma-Quick Step | Belgique             | OPQ                  |
| Orica-GreenEDGE         | Australie            | OGE                  |
| Rabobank                | Pays-Bas             | RAB                  |
| RadioShack-Nissan       | Luxembourg           | RNT                  |
| Saxo Bank-Tinkoff Bank  | Danemark             | STB                  |
| Sky                     | Royaume-Uni          | SKY                  |
| Vacansoleil-DCM         | Pays-Bas             | VCD                  |

| UCI ProTeams en 2013    | UCI ProTeams en 2013 | UCI ProTeams en 2013 |
| Nom de l'équipe         | Pays                 | Code                 |
| ----------------------- | -------------------- | -------------------- |
| AG2R La Mondiale        | France               | ALM                  |
| Argos-Shimano           | Pays-Bas             | ARG                  |
| Astana                  | Kazakhstan           | AST                  |
| Belkin                  | Pays-Bas             | BEL                  |
| BMC Racing              | États-Unis           | BMC                  |
| Cannondale              | Italie               | CAN                  |
| Euskaltel Euskadi       | Espagne              | EUS                  |
| FDJ.fr                  | France               | FDJ                  |
| Garmin-Sharp            | États-Unis           | GRS                  |
| Katusha                 | Russie               | KAT                  |
| Lampre-Merida           | Italie               | LAM                  |
| Lotto-Belisol           | Belgique             | LTB                  |
| Movistar                | Espagne              | MOV                  |
| Omega Pharma-Quick Step | Belgique             | OPQ                  |
| Orica-GreenEDGE         | Australie            | OGE                  |
| RadioShack-Leopard      | Luxembourg           | RLT                  |
| Saxo-Tinkoff            | Danemark             | TST                  |
| Sky                     | Royaume-Uni          | SKY                  |
| Vacansoleil-DCM         | Pays-Bas             | VCD                  |

| UCI WorldTeams en 2014  | UCI WorldTeams en 2014 | UCI WorldTeams en 2014 |
| Nom de l'équipe         | Pays                   | Code                   |
| ----------------------- | ---------------------- | ---------------------- |
| AG2R La Mondiale        | France                 | ALM                    |
| Astana                  | Kazakhstan             | AST                    |
| Belkin                  | Pays-Bas               | BEL                    |
| BMC Racing              | États-Unis             | BMC                    |
| Cannondale              | Italie                 | CAN                    |
| Europcar                | France                 | EUC                    |
| FDJ.fr                  | France                 | FDJ                    |
| Garmin-Sharp            | États-Unis             | GRS                    |
| Giant-Shimano           | Pays-Bas               | GIA                    |
| Katusha                 | Russie                 | KAT                    |
| Lampre-Merida           | Italie                 | LAM                    |
| Lotto-Belisol           | Belgique               | LTB                    |
| Movistar                | Espagne                | MOV                    |
| Omega Pharma-Quick Step | Belgique               | OPQ                    |
| Orica-GreenEDGE         | Australie              | OGE                    |
| Sky                     | Royaume-Uni            | SKY                    |
| Tinkoff-Saxo            | Russie                 | TCS                    |
| Trek Factory Racing     | États-Unis             | TFR                    |

| UCI WorldTeams en 2015 | UCI WorldTeams en 2015 | UCI WorldTeams en 2015 |
| Nom de l'équipe        | Pays                   | Code                   |
| ---------------------- | ---------------------- | ---------------------- |
| AG2R La Mondiale       | France                 | ALM                    |
| Astana                 | Kazakhstan             | AST                    |
| BMC Racing             | États-Unis             | BMC                    |
| Cannondale-Garmin      | États-Unis             | TCG                    |
| Etixx-Quick Step       | Belgique               | EQS                    |
| FDJ                    | France                 | FDJ                    |
| Giant-Alpecin          | Allemagne              | TGA                    |
| IAM                    | Suisse                 | IAM                    |
| Katusha                | Russie                 | KAT                    |
| Lampre-Merida          | Italie                 | LAM                    |
| Lotto NL-Jumbo         | Pays-Bas               | TLJ                    |
| Lotto-Soudal           | Belgique               | LTS                    |
| Movistar               | Espagne                | MOV                    |
| Orica-GreenEDGE        | Australie              | OGE                    |
| Sky                    | Royaume-Uni            | SKY                    |
| Tinkoff-Saxo           | Russie                 | TCS                    |
| Trek Factory Racing    | États-Unis             | TFR                    |

| UCI WorldTeams     | UCI WorldTeams | UCI WorldTeams |
| Nom de l'équipe    | Pays           | Code           |
| ------------------ | -------------- | -------------- |
| AG2R La Mondiale   | France         | ALM            |
| Astana             | Kazakhstan     | AST            |
| BMC Racing         | États-Unis     | BMC            |
| Cannondale-Drapac  | États-Unis     | CDT            |
| Dimension Data     | Afrique du Sud | DDD            |
| Etixx-Quick Step   | Belgique       | EQS            |
| FDJ                | France         | FDJ            |
| Giant-Alpecin      | Allemagne      | TGA            |
| IAM                | Suisse         | IAM            |
| Katusha            | Russie         | KAT            |
| Lampre-Merida      | Italie         | LAM            |
| Lotto NL-Jumbo     | Pays-Bas       | TLJ            |
| Lotto-Soudal       | Belgique       | LTS            |
| Movistar           | Espagne        | MOV            |
| Orica-BikeExchange | Australie      | OBE            |
| Sky                | Royaume-Uni    | SKY            |
| Tinkoff            | Russie         | TNK            |
| Trek-Segafredo     | États-Unis     | TFS            |

| UCI WorldTeams    | UCI WorldTeams      | UCI WorldTeams |
| Nom de l'équipe   | Pays                | Code           |
| ----------------- | ------------------- | -------------- |
| AG2R La Mondiale  | France              | ALM            |
| Astana            | Kazakhstan          | AST            |
| Bahrain-Merida    | Bahreïn             | TBM            |
| BMC Racing        | États-Unis          | BMC            |
| Bora-Hansgrohe    | Allemagne           | BOH            |
| Cannondale-Drapac | États-Unis          | CDT            |
| Dimension Data    | Afrique du Sud      | DDD            |
| FDJ               | France              | FDJ            |
| Katusha-Alpecin   | Suisse              | KAT            |
| Lotto NL-Jumbo    | Pays-Bas            | TLJ            |
| Lotto-Soudal      | Belgique            | LTS            |
| Movistar          | Espagne             | MOV            |
| Orica-Scott       | Australie           | ORS            |
| Quick-Step Floors | Belgique            | QST            |
| Sky               | Royaume-Uni         | SKY            |
| Sunweb            | Allemagne           | SUN            |
| Trek-Segafredo    | États-Unis          | TFS            |
| UAE Abu Dhabi     | Émirats arabes unis | UAD            |

| UCI WorldTeams            | UCI WorldTeams      | UCI WorldTeams |
| Nom de l'équipe           | Pays                | Code           |
| ------------------------- | ------------------- | -------------- |
| AG2R La Mondiale          | France              | ALM            |
| Astana                    | Kazakhstan          | AST            |
| Bahrain-Merida            | Bahreïn             | TBM            |
| BMC Racing                | États-Unis          | BMC            |
| Bora-Hansgrohe            | Allemagne           | BOH            |
| Dimension Data            | Afrique du Sud      | DDD            |
| EF Education First-Drapac | États-Unis          | EFD            |
| Groupama-FDJ              | France              | GFC            |
| Katusha-Alpecin           | Suisse              | TKA            |
| Lotto NL-Jumbo            | Pays-Bas            | TLJ            |
| Lotto-Soudal              | Belgique            | LTS            |
| Mitchelton-Scott          | Australie           | MTS            |
| Movistar                  | Espagne             | MOV            |
| Quick-Step Floors         | Belgique            | QST            |
| Sky                       | Royaume-Uni         | SKY            |
| Sunweb                    | Allemagne           | SUN            |
| Trek-Segafredo            | États-Unis          | TFS            |
| UAE Emirates              | Émirats arabes unis | UAD            |

| UCI WorldTeams        | UCI WorldTeams      | UCI WorldTeams |
| Nom de l'équipe       | Pays                | Code           |
| --------------------- | ------------------- | -------------- |
| AG2R La Mondiale      | France              | ALM            |
| Astana                | Kazakhstan          | AST            |
| Bahrain-Merida        | Bahreïn             | TBM            |
| Bora-Hansgrohe        | Allemagne           | BOH            |
| CCC                   | Pologne             | CPT            |
| Deceuninck-Quick Step | Belgique            | DQT            |
| Dimension Data        | Afrique du Sud      | TDD            |
| EF Education First    | États-Unis          | EF1            |
| Groupama-FDJ          | France              | GFC            |
| Ineos                 | Royaume-Uni         | INS            |
| Jumbo-Visma           | Pays-Bas            | TJV            |
| Katusha-Alpecin       | Suisse              | TKA            |
| Lotto-Soudal          | Belgique            | LTS            |
| Mitchelton-Scott      | Australie           | MTS            |
| Movistar              | Espagne             | MOV            |
| Sunweb                | Allemagne           | SUN            |
| Trek-Segafredo        | États-Unis          | TFS            |
| UAE Emirates          | Émirats arabes unis | UAD            |

| UCI WorldTeams         | UCI WorldTeams      | UCI WorldTeams |
| Nom de l'équipe        | Pays                | Code           |
| ---------------------- | ------------------- | -------------- |
| AG2R La Mondiale       | France              | ALM            |
| Astana                 | Kazakhstan          | AST            |
| Bahrain-McLaren        | Bahreïn             | TBM            |
| Bora-Hansgrohe         | Allemagne           | BOH            |
| CCC                    | Pologne             | CCC            |
| Cofidis                | France              | COF            |
| Deceuninck-Quick Step  | Belgique            | DQT            |
| EF                     | États-Unis          | EF1            |
| Groupama-FDJ           | France              | GFC            |
| Ineos Grenadiers       | Royaume-Uni         | IGD            |
| Israel Start-Up Nation | Israël              | ISN            |
| Jumbo-Visma            | Pays-Bas            | TJV            |
| Lotto-Soudal           | Belgique            | LTS            |
| Mitchelton-Scott       | Australie           | MTS            |
| Movistar               | Espagne             | MOV            |
| NTT                    | Afrique du Sud      | NTT            |
| Sunweb                 | Allemagne           | SUN            |
| Trek-Segafredo         | États-Unis          | TFS            |
| UAE Emirates           | Émirats arabes unis | UAD            |

| UCI WorldTeams                     | UCI WorldTeams      | UCI WorldTeams |
| Nom de l'équipe                    | Pays                | Code           |
| ---------------------------------- | ------------------- | -------------- |
| AG2R Citroën                       | France              | ACT            |
| Astana-Premier Tech                | Kazakhstan          | APT            |
| Bahrain Victorious                 | Bahreïn             | TBV            |
| BikeExchange                       | Australie           | BEX            |
| Bora-Hansgrohe                     | Allemagne           | BOH            |
| Cofidis                            | France              | COF            |
| Deceuninck-Quick Step              | Belgique            | DQT            |
| DSM                                | Allemagne           | DSM            |
| EF Education-Nippo                 | États-Unis          | EFN            |
| Groupama-FDJ                       | France              | GFC            |
| Ineos Grenadiers                   | Royaume-Uni         | IGD            |
| Intermarché-Wanty-Gobert Matériaux | Belgique            | IWG            |
| Israel Start-Up Nation             | Israël              | ISN            |
| Jumbo-Visma                        | Pays-Bas            | TJV            |
| Lotto-Soudal                       | Belgique            | LTS            |
| Movistar                           | Espagne             | MOV            |
| Qhubeka NextHash                   | Afrique du Sud      | TQA            |
| Trek-Segafredo                     | États-Unis          | TFS            |
| UAE Emirates                       | Émirats arabes unis | UAD            |

| UCI WorldTeams                     | UCI WorldTeams      | UCI WorldTeams |
| Nom de l'équipe                    | Pays                | Code           |
| ---------------------------------- | ------------------- | -------------- |
| AG2R Citroën                       | France              | ACT            |
| Astana Qazaqstan                   | Kazakhstan          | AST            |
| Bahrain Victorious                 | Bahreïn             | TBV            |
| BikeExchange Jayco                 | Australie           | BEX            |
| Bora-Hansgrohe                     | Allemagne           | BOH            |
| Cofidis                            | France              | COF            |
| DSM                                | Pays-Bas            | DSM            |
| EF Education-EasyPost              | États-Unis          | EFE            |
| Groupama-FDJ                       | France              | GFC            |
| Ineos Grenadiers                   | Royaume-Uni         | IGD            |
| Intermarché-Wanty-Gobert Matériaux | Belgique            | IWG            |
| Israel-Premier Tech                | Israël              | IPT            |
| Jumbo-Visma                        | Pays-Bas            | TJV            |
| Lotto-Soudal                       | Belgique            | LTS            |
| Movistar                           | Espagne             | MOV            |
| Quick-Step Alpha Vinyl Team        | Belgique            | QST            |
| Trek-Segafredo                     | États-Unis          | TFS            |
| UAE Emirates                       | Émirats arabes unis | UAD            |

| UCI WorldTeams           | UCI WorldTeams      | UCI WorldTeams |
| Nom de l'équipe          | Pays                | Code           |
| ------------------------ | ------------------- | -------------- |
| AG2R Citroën             | France              | ACT            |
| Alpecin-Deceuninck       | Belgique            | ADC            |
| Arkéa-Samsic             | France              | ARK            |
| Astana Qazaqstan         | Kazakhstan          | AST            |
| Bahrain Victorious       | Bahreïn             | TBV            |
| Bora-Hansgrohe           | Allemagne           | BOH            |
| Cofidis                  | France              | COF            |
| DSM-Firmenich            | Pays-Bas            | DSM            |
| EF Education-EasyPost    | États-Unis          | EFE            |
| Groupama-FDJ             | France              | GFC            |
| Ineos Grenadiers         | Royaume-Uni         | IGD            |
| Intermarché-Circus-Wanty | Belgique            | ICW            |
| Jayco AlUla              | Australie           | JAY            |
| Jumbo-Visma              | Pays-Bas            | TJV            |
| Lidl-Trek                | États-Unis          | LTK            |
| Movistar                 | Espagne             | MOV            |
| Soudal Quick-Step        | Belgique            | SOQ            |
| UAE Team Emirates        | Émirats arabes unis | UAD            |

| UCI WorldTeams             | UCI WorldTeams      | UCI WorldTeams |
| Nom de l'équipe            | Pays                | Code           |
| -------------------------- | ------------------- | -------------- |
| Alpecin-Deceuninck         | Belgique            | ADC            |
| Arkéa-B&B Hôtels           | France              | ARK            |
| Astana Qazaqstan           | Kazakhstan          | AST            |
| Bahrain Victorious         | Bahreïn             | TBV            |
| Cofidis                    | France              | COF            |
| Decathlon AG2R La Mondiale | France              | DAT            |
| dsm-firmenich PostNL       | Pays-Bas            | DFP            |
| EF Education-EasyPost      | États-Unis          | EFE            |
| Groupama-FDJ               | France              | GFC            |
| Ineos Grenadiers           | Royaume-Uni         | IGD            |
| Intermarché-Wanty          | Belgique            | IWA            |
| Jayco AlUla                | Australie           | JAY            |
| Lidl-Trek                  | États-Unis          | LTK            |
| Movistar                   | Espagne             | MOV            |
| Red Bull-Bora-Hansgrohe    | Allemagne           | RBH            |
| Soudal Quick-Step          | Belgique            | SOQ            |
| UAE Team Emirates          | Émirats arabes unis | UAD            |
| Visma-Lease a Bike         | Pays-Bas            | TVL            |

| UCI WorldTeams             | UCI WorldTeams      | UCI WorldTeams |
| Nom de l'équipe            | Pays                | Code           |
| -------------------------- | ------------------- | -------------- |
| Alpecin-Deceuninck         | Belgique            | ADC            |
| Arkéa-B&B Hotels           | France              | ARK            |
| Bahrain Victorious         | Bahreïn             | TBV            |
| Cofidis                    | France              | COF            |
| Decathlon AG2R La Mondiale | France              | DAT            |
| EF Education-EasyPost      | États-Unis          | EFE            |
| Groupama-FDJ               | France              | GFC            |
| Ineos Grenadiers           | Royaume-Uni         | IGD            |
| Intermarché-Wanty          | Belgique            | IWA            |
| Jayco AlUla                | Australie           | JAY            |
| Lidl-Trek                  | États-Unis          | LTK            |
| Movistar                   | Espagne             | MOV            |
| Picnic PostNL              | Pays-Bas            | DFP            |
| Red Bull-Bora-Hansgrohe    | Allemagne           | RBH            |
| Soudal Quick-Step          | Belgique            | SOQ            |
| UAE Team Emirates          | Émirats arabes unis | UAD            |
| Visma-Lease a Bike         | Pays-Bas            | TVL            |
| XDS Astana                 | Kazakhstan          | XAT            |

## Anciennes UCI WorldTeams
| Code | Nom officiel                                | Pays               | Années Pro/World Tour                                                 |
| ---- | ------------------------------------------- | ------------------ | --------------------------------------------------------------------- |
| FAS  | Fassa Bortolo                               | Italie             | 2005 : disparition                                                    |
| LST  | Liberty Seguros-Würth                       | Espagne            | 2005 : disparition                                                    |
| PHO  | Phonak                                      | Suisse             | 2005-2006 : disparition                                               |
| DSC  | Discovery Channel                           | États-Unis         | 2005-2007 : disparition                                               |
| TMO  | T-Mobile                                    | Allemagne          | 2005-2007 : disparition                                               |
| UNI  | Unibet.com                                  | Suède              | 2007 : disparition                                                    |
| C.A  | Crédit agricole                             | France             | 2005-2008 : disparition                                               |
| GST  | Gerolsteiner                                | Allemagne          | 2005-2008 : disparition                                               |
| MRM  | Milram                                      | Allemagne          | 2006-2010 : disparition                                               |
| OLO  | Silence-Lotto Omega Pharma-Lotto            | Belgique           | 2005-2011 : disparition                                               |
| THR  | HTC-Highroad Columbia-HTC                   | États-Unis         | 2007-2011 : disparition                                               |
| RSH  | RadioShack                                  | États-Unis         | 2010-2011 : disparition                                               |
| FOT  | Saunier Duval-Prodir Footon-Servetto        | Espagne            | 2005-2010 : rétrogradée 2012 : disparition                            |
| EUS  | Euskaltel-Euskadi                           | Espagne            | 2005-2013 : disparition                                               |
| VCD  | Vacansoleil-DCM                             | Pays-Bas           | 2011-2013 : disparition                                               |
| BBO  | BBox Bouygues Telecom Europcar              | France             | 2005-2009 : rétrogradée (devenue Europcar en 2011) 2014 : rétrogradée |
| TNK  | CSC/Saxo Bank Tinkoff                       | Danemark Russie    | 2005-2016 : disparition                                               |
| IAM  | IAM                                         | Suisse             | 2015-2016 : disparition                                               |
| TKA  | Katusha-Alpecin                             | Russie Suisse      | 2009-2019 : disparition                                               |
| CCC  | BMC Racing CCC Team                         | États-Unis Pologne | 2011-2020 : disparition                                               |
| TQA  | Dimension Data NTT Pro Cycling Team Qhubeka | Afrique du Sud     | 2016-2021 : disparition                                               |
| LTS  | Lotto-Belisol Lotto-Soudal                  | Belgique           | 2011-2022 : rétrogradée                                               |
| IPT  | Israel-Premier Tech Israel Start-Up Nation  | Israël             | 2020-2022 : rétrogradée                                               |